# Sukha

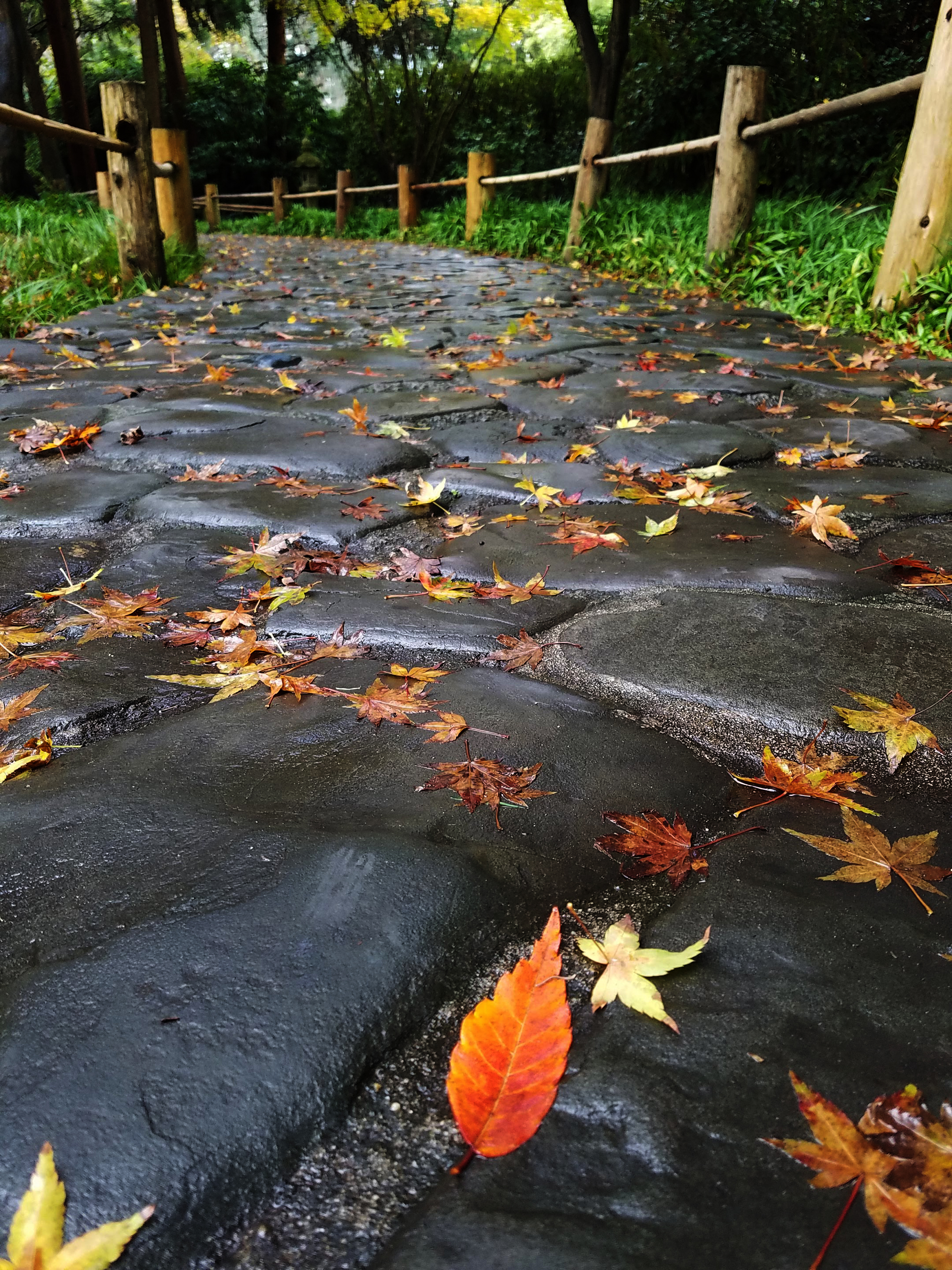
Sukha está dentro de los conceptos fundamentales del Budismo

Sukha (en sánscrito, pali, devanagari, सुख) puede ser definido como tranquilidad, felicidad, placer, o bienestar. En las escrituras más antiguas, «sukha» se plantea como un concepto distinto al de «preya» (प्रेय) que es un estado transitorio de placer, en tanto «sukha» es un estado auténtico y profundo de felicidad del ser, que a su vez lleva a la verdadera satisfacción con la vida. 
En el Canon Pāli, el término se usa en un contexto que describe ciertas actividades que pueden realizar los laicos, comprensiones a través de la meditación, y a fenómenos que ocurren dentro de la mente.

## Etimología
De acuerdo con Monier-Williams (1964), la etimología de sukha «se dice es, su ["buena"] + kha ["apertura"] y significa originalmente «tener un buen eje». Así, por ejemplo, en el Rig Veda, sukha denota «correr rápida o fácilmente» (aplicado, por ejemplo, a los carruajes). Sukha se contrapone a duḥkha (en sánscrito y pali: dukkha, con frecuencia traducido como «sufrimiento»), que se estableció como un destacado principio vital motivador en la primera religión védica. Este tema de la centralidad de dukkha se desarrolló en años posteriores, tanto en las tradiciones védicas como en las tradiciones budistas. La supresión de dukkha es la raison d'être del primer budismo.

## Literatura Pali
En el Canon Pali y la literatura relacionada, el término se usa de manera general, para referirse al «bienestar y la felicidad» (hitasukha), ya sea en la vida presente o en las vidas futuras. Además, es un término técnico asociado con la comprensión a través de la meditación (jhāna), y los sentimientos sensoriales (vedanā). 

### Objetivo de vida
En el Canon Pali, el Buda analiza con diferentes laicos el asunto del «bienestar y la felicidad» (hitasukha) «evidentes en la vida presente» (dittha-dhamma) y también «perteneciente a la vida futura» (samparāyika), como se cita en los siguientes sutras.

#### Anana Sutra
En el Anaṇa Sutra (AN 4.62), el Buda describe cuatro tipos de felicidad para un «laico que participa de la sensualidad» (gihinā kāma -bhoginā): 
- la felicidad de obtener riqueza solo por medios justos y correctos (atthi-sukha),
- la felicidad de usar esa riqueza generosamente en familiares, amigos, y en acciones encomiables (bhoga-sukha),
- la felicidad de no tener deudas y vivir libre de deudas (anaṇa-sukha),
- la felicidad de la inocencia, vivir una vida impecable y pura, sin maldad en el pensamiento, en la palabra y en el actuar (anavajja-sukha).

De todas las categorías de felicidad, los sabios (sumedhaso) destacan que la felicidad de la inocencia es, por lejos, la más grande felicidad del laico. La felicidad económica y material no vale una decimosexta parte, de lo que vale la felicidad espiritual que surge de una vida impecable y buena.

#### Kalama Sutra
En el Sutra Kālāmā  (AN 3.65), gente del pueblo le pregunta al Buda cómo se puede comprobar qué enseñanza espiritual es verdadera, y el Buda les aconseja que deben «entrar y vivir» (upasampajja vihareyyātha) en las «cosas» y en las «cualidades» (dharma), tales como: 
- sagacidad (kusalā),
- ser impecable (anavajjā),
- admirado por los sabios (viññuppasatthā), y
- cuando todo ello se pone en práctica, conduce al bienestar y la felicidad (samattā samādinnā hitāya sukhāya[5] saṃ vattantī)

De acuerdo a estas pautas, el Buda entonces le pidió a la gente del pueblo que evaluaran bien la avaricia (lobha), el odio (dosa) y el engaño (moha), porque entrar y vivir en la «no codicia», en el «no odio» y en el «no engaño», conducen al bienestar y la felicidad. El Buda afirma que, alcanzado este entendimiento, un noble discípulo (ariyasāvako) impregna todas los ámbitos de su vida cotidiana de: amabilidad, compasión, alegría y ecuanimidad (véanse los cuatro brahmaviharas); y al hacerlo, la persona se purifica, evita las consecuencias que provoca la maldad, vive una vida feliz en el momento presente aquí y ahora y, si hay un futuro renacimiento kármico, renacerá en un mundo «celestial».

#### Dighajanu Sutra
En el Dighajānu Sutra (AN 8.54), Dighajānu se acerca al Buda y le dice: 
«Somos laicos que disfrutamos de la sensualidad, vivimos llenos de esposas e hijos; usamos telas de Benarés y sándalo, llevamos guirnaldas, aromas y cremas; manipulamos oro y plata. Pueda el bendito enseñarnos el Dharma a aquellos como nosotros, para nuestro  bienestar y felicidad en esta vida, para nuestro bienestar y felicidad en las vidas venideras».
De manera similar a su exposición en el mencionado Sutra Anaṇa, el Buda identifica cuatro fuentes que conducen al bienestar y la felicidad en la vida actual: 
- los esfuerzos productivos por el sustento diario (uṭṭhāna-sampadā),
- los esfuerzos por ser cuidadosos con respecto a la riqueza, para evitar robos o desastres (ārakkha-sampadā),
- la amistad virtuosa (kalyāṇa-mittatā) y,
- una vida ecuánime, absteniéndose de ser libertinos, alcohólicos, apostadores o tener amistades malvadas (sama-jīvikatā).

En términos de bienestar y felicidad en la próxima vida, el Buda identifica las siguientes fuentes: 
- la fe en el Buda, el completamente iluminado (saddhā),
- la virtud, como se muestra en los Cinco Preceptos (sīla),
- la generosidad, dar caridad y donativos (cāga) y,
- la sabiduría, tener una idea del despertar y la impermanencia de las cosas (prajñā).[9]

#### La práctica de Metta
Tal como se ha visto, en el Kālāmā Sutra, el Buda identifica la práctica de las cuatro moradas divinas (brahmavihara) como favorables para el propio bienestar y la felicidad. La primera de estas moradas es metta (benevolencia, amabilidad) que, se expresa en el Karaniya Mettā Sutra del Canon Pali («Escritura sobre la Benevolencia Compasiva») (Sn 1.8) por la sincera aspiración: 
| ¡Que todos los seres se sientan en paz! | Sabbe sattā bhavantu sukhitattā. |

Del mismo modo, los comentarios Pali (SN - A 128) definen explícitamente metta como «el deseo de lograr el bienestar y la felicidad [de los demás]» (hita-sukha-upanaya-kāmatā). Así, en el budismo vivir deseando la felicidad de todos los demás seres, conduce al desarrollo de la propia felicidad. 

### Atributo de las emociones
Dentro de los parámetros budistas de los «cinco agregados» (sánscrito: skandha; pali: khandha) y el origen dependiente (sánscrito: pratītyasamutpāda; Pali: paticcasamuppāda), los «sentimientos» o «sensaciones» (vedanā) surgen del contacto de un objeto externo (tal como algo que vemos o un sonido) con un órgano sensorial, como la vista o el oído, y la conciencia de ello. En el Canon Pali, se describe que tales emociones, por lo general, son de tres tipos: agradable (sukha), desagradable (dukkha), o ni desagradable ni agradable (adukkha-asukha).

### Factor de absorción
En la meditación budista, el desarrollo de la absorción concentrada (sánscrito: dhyāna; pali: jhāna) se desarrolla de acuerdo a los siguientes cinco factores: 
1. el pensamiento aplicado (vitakka),
2. el pensamiento sostenido (vicāra),
3. la alegría, éxtasis o gozo (pīti),
4. la felicidad, placer o dicha (sukha),
5. la ecuanimidad (upeksa).[12]

### Como una caracterización del despertar
El Nirvana conlleva la extinción fundamental o «expulsión» de procesos no saludables como el deseo, la aversión y la ilusión. Por eso, desde la perspectiva de la experiencia despierta, estos procesos nocivos se ven como «agitaciones» de la mente. En contraste con esa agitación, sukha  se suele caracterizar como la calma del Nirvana, lo «incondicionado», como la dicha.

## Literatura sánscrita
En los Yoga Sūtras, Patañjali usa la palabra «sukha» cuando define asana como el equilibrio entre «Sukha» y «Stirah» (fuerza, estabilidad, firmeza). 

## Similitudes o paralelismos con otras tradiciones
Podemos encontrar directa o indirectamente similitudes o paralelismos del concepto de Sukha en otra tradiciones, tales como el Taoísmo a través del concepto de  No interferencia el cual nos lleva a auténtico y profundo estado de felicidad del ser, al describir 
un camino hacia la simplicidad y la satisfacción en la vida, mediante la armonía y unión con el Tao; ello a través de la aceptación de que las cosas (hechos y situaciones) de la vida suceden naturalmente, y por ello no se debe intentar controlarlas o manipularlas, aceptando la naturaleza de las cosas tal como son (lo que lleva indirectamente (junto ala práctica del Wu wei) al desapego de ellas, y con ello el cese del sufrimiento que conlleva ese apego).

## Bases neurocientíficas
Algunos investigadores han propuesto que un «cambio» en la actividad de la corteza prefrontal medial es lo que respalda un estado de satisfacción interna y ecuanimidad.